# Cerveza del Reino Unido
La cerveza en el Reino Unido tiene una larga historia y tiene tradiciones bastante distintas. Históricamente, los estilos principales fueron bitters, porters, stouts y milds fermentados, pero después de la Segunda Guerra Mundial, las lagers ocuparon más de la mitad del mercado en volumen. La Campaña por el Real Ale (CAMRA) fue fundada en 1971 y ha alentado la preservación y el renacimiento de los estilos tradicionales de cerveza. En particular, CAMRA ha promovido la cerveza acondicionada en barrica, que completa su maduración en toneles en la bodega del pub en lugar de en la cervecería. A partir de 2014, el Reino Unido bebió 634 millones de pintas (3,6 millones de hectolitros) de cerveza de barril, lo que representa el 60% de la cerveza en los bares y restaurantes y el 17% de toda la cerveza en los bares. En total, se produjeron 42,42 millones de hectolitros de cerveza en 2013, de los cuales el 48% se vendió en establecimientos no comerciales (tiendas minoristas).

## Historia
En la Edad Media, la cerveza era elaborada por abadías y cervecerías independientes, pero la disolución de los monasterios en el siglo XVI significó que la industria cervecera británica perdió su conexión con las casas religiosas antes que en otros países europeos. Como resultado, la industria tiene algunos de los nombres más antiguos en la historia corporativa británica: Shepherd Neame se incorporó en 1698 y Bass Red Triangle fue la primera marca registrada. Las compañías familiares se convirtieron en marcas nacionales durante el siglo XIX, muchas basadas en Burton-on-Trent que tenían un agua especialmente buena para la elaboración de cerveza. En la década de 1970, la fabricación de cerveza se concentró en un puñado de grandes compañías nacionales, que se convirtieron en bloques de construcción de grandes multinacionales como AB InBev. Un recorte de impuestos para las pequeñas fábricas de cerveza en 2002 ha visto una explosión de nuevas fábricas de cerveza —a partir de septiembre de 2014 había más de 1472 cervecerías en el Reino Unido, con tres nuevas cervecerías que comienzan cada semana. Esta es la mayor cantidad de cervezas per cápita en el mundo; producen más de 8 000 cervezas regulares y miles más de cerveza de temporada y de una sola vez.
El primer impuesto sobre la cerveza en el Reino Unido fue el diezmo de Saladino, introducido en 1188 por Enrique II para recaudar dinero para las cruzadas.
En 2014 se cultivaron 982 hectáreas (2 430 acres) de lúpulo, frente a un pico de 31 161 hectáreas (77 000 acres) en 1878. Las variedades británicas y sus descendientes han llegado a dominar la producción mundial de lúpulo, tanto criollos como Fuggles o Goldings y productos del programa de cría en Wye College como Challenger y Target. El clima marítimo fresco significa que los lúpulos cultivados en Gran Bretaña tienen menos mirceno que las mismas variedades cultivadas en otros lugares, lo que permite obtener aromas más delicados y complejos. Las cervezas británicas tienden a reflejar estas características y tienen un mayor equilibrio entre amargor y aroma en comparación con las cervezas artesanales del Nuevo Mundo, aunque en la década de 2010 muchas cervecerías británicas añadieron una American Pale Ale a su gama con aromas muy cítricos y lúpulos.

## Estilos autóctonos
Las siguientes variedades de cerveza tienen su origen exclusivo en el Reino Unido:
- Brown ale
- Mild ale
- Pale ale
- Porter

## Regiones
- Cerveza en Inglaterra
- Cerveza en Irlanda del Norte
- Cerveza en Escocia
- Cerveza en Gales